# Furore Verlag

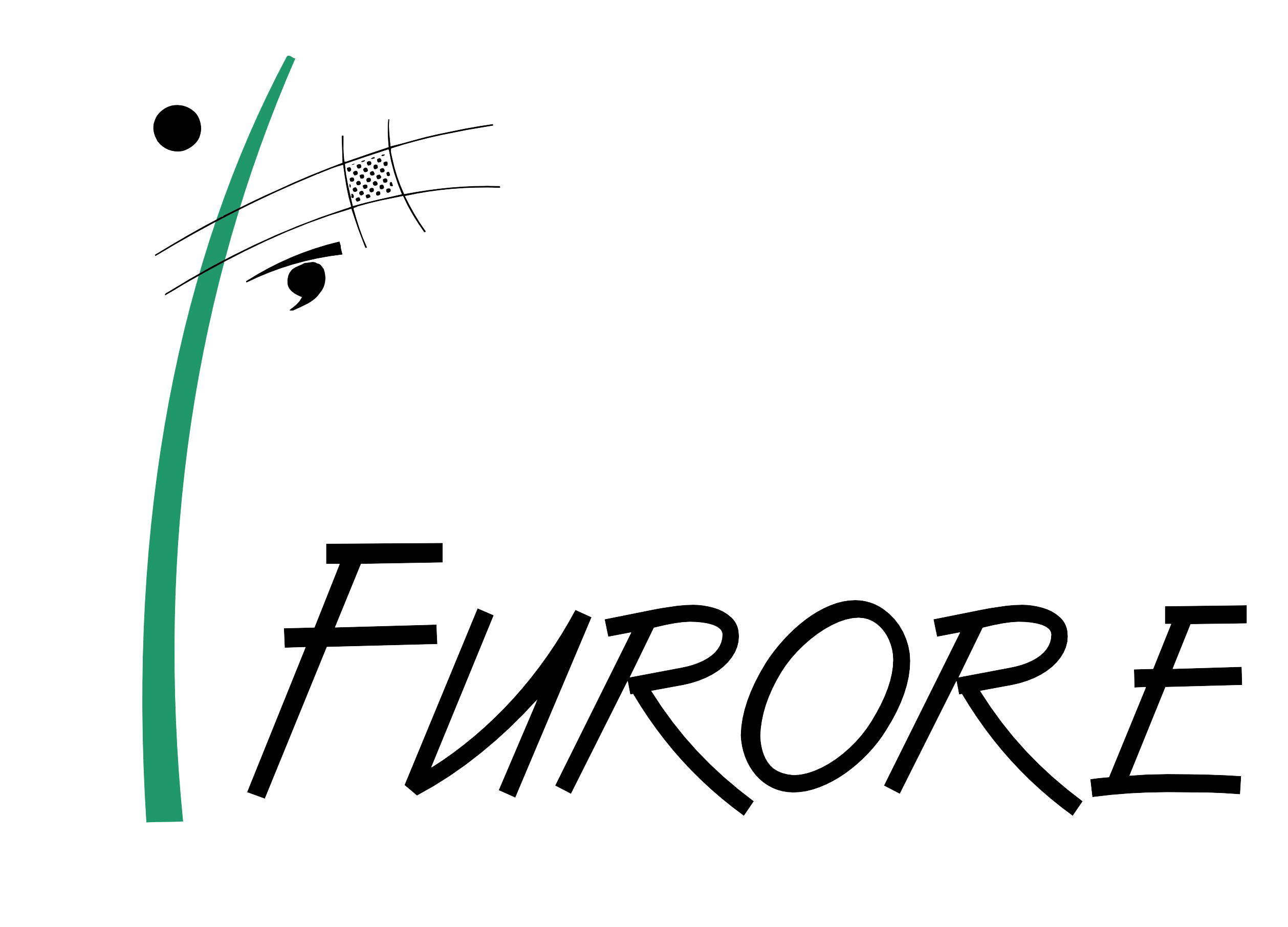
Logo des Furore Verlags

Der Furore Verlag ist ein 1986 in Kassel gegründeter Musikverlag.

## Geschichte und Verlagsprogramm
Der Verlag wurde 1986 von der Betriebswirtin Renate Matthei gegründet. Er veröffentlicht Noten von Komponistinnen sowie Bücher zum Thema Frauen in Musik, Kunst und Kulturgeschichte, und vertreibt CDs mit Musikaufnahmen über das Label Salto Records International. Im aktuellen Katalog finden sich mehr als 2000 Werke von etwa 170 musikschaffenden Frauen aus Europa, Amerika, Asien und Australien. Die Zeitspanne der Entstehung dieser Musik reicht vom 16. Jahrhundert bis in die Gegenwart.
Als erster Musikverlag weltweit widmet sich der Verlag seit 1986 ausschließlich der Veröffentlichung von Werken von Komponistinnen. Insbesondere verlegt er das umfangreiche Werk von Fanny Hensel, der Schwester des Komponisten Felix Mendelssohn Bartholdy, darunter beispielsweise die Edition des Klavierzyklus Das Jahr. Neben einer 1989 erstmals erschienenen Spielpartitur ist das Faksimile dieses Werkes, das erst 1997 in die Öffentlichkeit gelangte, seit 2000 im Verlagsprogramm. Mittlerweile wurden über 200 Werke von Fanny Hensel verlegt. Es gibt umfangreiche Kataloge für Vokal- und Instrumentalmusik. Seit 2018 sind auch über 100 Orchesterwerke von Komponistinnen im Angebot.
Der Verlag erzielt etwa die Hälfte seines Jahresumsatzes im Ausland, vor allem in den USA, der Schweiz und Frankreich. Er wurde für ausgewählte Notenausgaben mehrfach mit dem Deutschen Musikeditionspreis ausgezeichnet und erhielt im Jahr 2021 den Sonderpreis des Hessischen Verlagspreises.

## Auszeichnungen
- 1996: Deutscher Musikeditionspreis Best Edition für die Edition „Ton-Zeichen“ der Komponistin Barbara Heller
- 2002: Deutscher Musikeditionspreis Best Edition für die Faksimile-Edition „Das Jahr“ von Fanny Hensel
- 2006: Deutscher Musikeditionspreis Best Edition für die Edition „25 plus piano solo“, eine festliche Jubiläumsedition
- 2010: Deutscher Musikeditionspreis Best Edition für die Edition „Ausgewählte Lieder“ von Josephine Caroline Lang
- 2015: Deutscher Musikeditionspreis Best Edition für die zweibändige Edition „Mund auf statt Klappe zu!“ mit Liedern der internationalen Frauenbewegung[1]
- 2021: Sonderpreis des Hessischen Verlagspreises